# ホドリゴ・ナシメント
ホドリゴ・ナシメント（Rodrigo Nascimento、1992年11月26日 - ）は、ブラジルの男性総合格闘家。ミナスジェライス州ベロオリゾンテ出身。アメリカン・トップチーム/ゴルディン・ファイトチーム所属。

## 来歴
LANパーティーで格闘技のコーチと知り合ったのをきっかけに2010年から総合格闘技のトレーニングを始め、2012年にプロ総合格闘技デビュー。
2019年7月30日、Dana White's Contender Series 22でミハル・マルティネクと対戦し、肩固めで1R一本勝ちを収め、UFCとの契約権を獲得した。

### UFC
2020年5月16日、UFC初参戦となったUFC on ESPN: Overeem vs. Harrisでドンテイル・メイエスと対戦し、リアネイキドチョークで2R一本勝ち。
2020年10月11日、UFC Fight Night: Moraes vs. Sandhagenでクリス・ドーカスと対戦し、左フックで開始45秒のKO負け。キャリア初黒星を喫した。
2021年7月17日、UFC on ESPN: Makhachev vs. Moisésでアラン・ボドウと対戦し、パウンドで2RTKO勝ち。パフォーマンス・オブ・ザ・ナイトを受賞した。しかし、試合後の尿検査で精神刺激薬メチルフェニデートとエチルフェニデートの代謝物リタリンの陽性反応が検出されたため、6か月間の出場停止処分と1945ドルの罰金を科せられ、試合結果もノーコンテストに変更された。
2024年5月11日、UFC on ESPN: Lewis vs. Nascimentoでヘビー級ランキング12位のデリック・ルイスと対戦し、右ストレートでダウンを奪われパウンドで3RTKO負け。
2024年11月2日、UFC Fight Night: Moreno vs. Albaziでヘビー級ランキング13位のアレクサンドル・ロマノフと対戦し、0-3の判定負け。

## 戦績
| 総合格闘技 戦績 | 総合格闘技 戦績 | 総合格闘技 戦績 | 総合格闘技 戦績 | 総合格闘技 戦績 | 総合格闘技 戦績 | 総合格闘技 戦績 |
| --------------- | --------------- | --------------- | --------------- | --------------- | --------------- | --------------- |
| 17 試合         | (T)KO           | 一本            | 判定            | その他          | 引き分け        | 無効試合        |
| 12 勝           | 2               | 6               | 4               | 0               | 0               | 1               |
| 4 敗            | 2               | 0               | 2               | 0               | 0               | 1               |

| 勝敗 | 対戦相手                         | 試合結果                             | 大会名                                                            | 開催年月日     |
| ×    | オレグ・ポポフ                   | 5分3R終了 判定0-3                    | PFL Warld Tournament 2025 【2025年PFLヘビー級トーナメント準決勝】 | 2025年6月27日  |
| ○    | エイブラハム・バブリー           | 5分3R終了 判定2-1                    | PFL Warld Tournament 2025 【2025年PFLヘビー級トーナメント1回戦】  | 2025年5月2日   |
| ×    | アレクサンドル・ロマノフ         | 5分3R終了 判定0-3                    | UFC Fight Night: Moreno vs. Albazi                                | 2024年11月2日  |
| ×    | デリック・ルイス                 | 3R 0:49 TKO（右ストレート→パウンド） | UFC on ESPN 56: Lewis vs. Nascimento                              | 2024年5月11日  |
| ○    | ドンテイル・メイエス             | 5分3R終了 判定3-0                    | UFC Fight Night: Almeida vs. Lewis                                | 2023年11月4日  |
| ○    | イリル・ラティフィ               | 5分3R終了 判定2-1                    | UFC Fight Night: Dern vs. Hill                                    | 2023年5月20日  |
| ○    | タナー・ボーザー                 | 5分3R終了 判定2-1                    | UFC Fight Night: Sandhagen vs. Song                               | 2022年9月17日  |
| －   | アラン・ボドウ                   | ノーコンテスト（薬物検査失格）       | UFC on ESPN 26: Makhachev vs. Moisés                              | 2021年7月17日  |
| ×    | クリス・ドーカス                 | 1R 0:45 KO（左フック）               | UFC Fight Night: Moraes vs. Sandhagen                             | 2020年10月11日 |
| ○    | ドンテイル・メイエス             | 2R 2:05 リアネイキドチョーク         | UFC on ESPN 8: Overeem vs. Harris                                 | 2020年5月16日  |
| ○    | ミハル・マルティネク             | 1R 3:16 肩固め                       | Dana White's Contender Series 21                                  | 2019年7月30日  |
| ○    | エヴェルトン・ドス・サントス     | 1R 1:39 キムラロック                 | JF Fight Evolution 18                                             | 2017年10月7日  |
| ○    | ファビオ・モレイラ               | 2R 3:00 腕ひしぎ十字固め             | BH Sparta 10                                                      | 2016年11月19日 |
| ○    | ファブリシオ・ナシメント・シウバ | 1R 1:14 三角絞め                     | BH Sparta 8                                                       | 2016年4月15日  |
| ○    | ヒカルド・ジョルダーノ           | 1R 0:39 TKO（パンチ連打）            | Full House Battle Home 6                                          | 2014年12月20日 |
| ○    | ハファエル・カイシェタ           | 1R 2:43 リアネイキドチョーク         | Full House Battle Home 5                                          | 2013年4月21日  |
| ○    | シセロ・アウグスト               | 1R 0:42 TKO（パンチ連打）            | Full House Fight Night                                            | 2012年3月24日  |

## 表彰
- UFC パフォーマンス・オブ・ザ・ナイト（1回）